# آسگارد (کمیک)
آسگارد قلمرو داستانی در کتابهای کمیک آمریکایی است که توسط مارول کمیکس منتشر شده‌است. این سرزمین براساس سرزمینی خیالی به همین نام از اساطیر اسکاندیناوی درست شده‌است. آسگارد، خانهٔ آسگاردی‌ها و دیگر موجودات اقتباسی از اساطیر نورس است. آسگارد برای اولین بار در سفرهای پر رمز و راز #83 (اکتبر ۱۹۶۲) توسط استن لی، لری لیبر و جک کربی خلق شده‌است. این مکان خانه ثور، لوکی و دیگر شخصیتهای آسگاردی مارول کامیکس است.